# Konduktör (officer)
Konduktör var en grad för officerare vid Fortifikationen, då konduktör motsvarade löjtnant och "konduktör i läran" (sedermera underkonduktör) fänrik. I början av 1700-talet kallades de förutvarande konduktörerna löjtnanter, och lägsta officersgraden fick då konduktörstitel, vilken senare först vid omorganisationen 1811 utbyttes mot underlöjtnant, varjämte alla underofficerare samtidigt benämndes underkonduktörer istället för vallmästare och sergeanter; 1845 uppdelades sedermera underofficerarna i konduktörer, som då motsvarade fanjunkare, och underkonduktörer, som motsvarade sergeanter (de förra titlarna utbyttes mot de senare genom kungligt brev 26 februari 1875).